# Rittergut Schafstädt

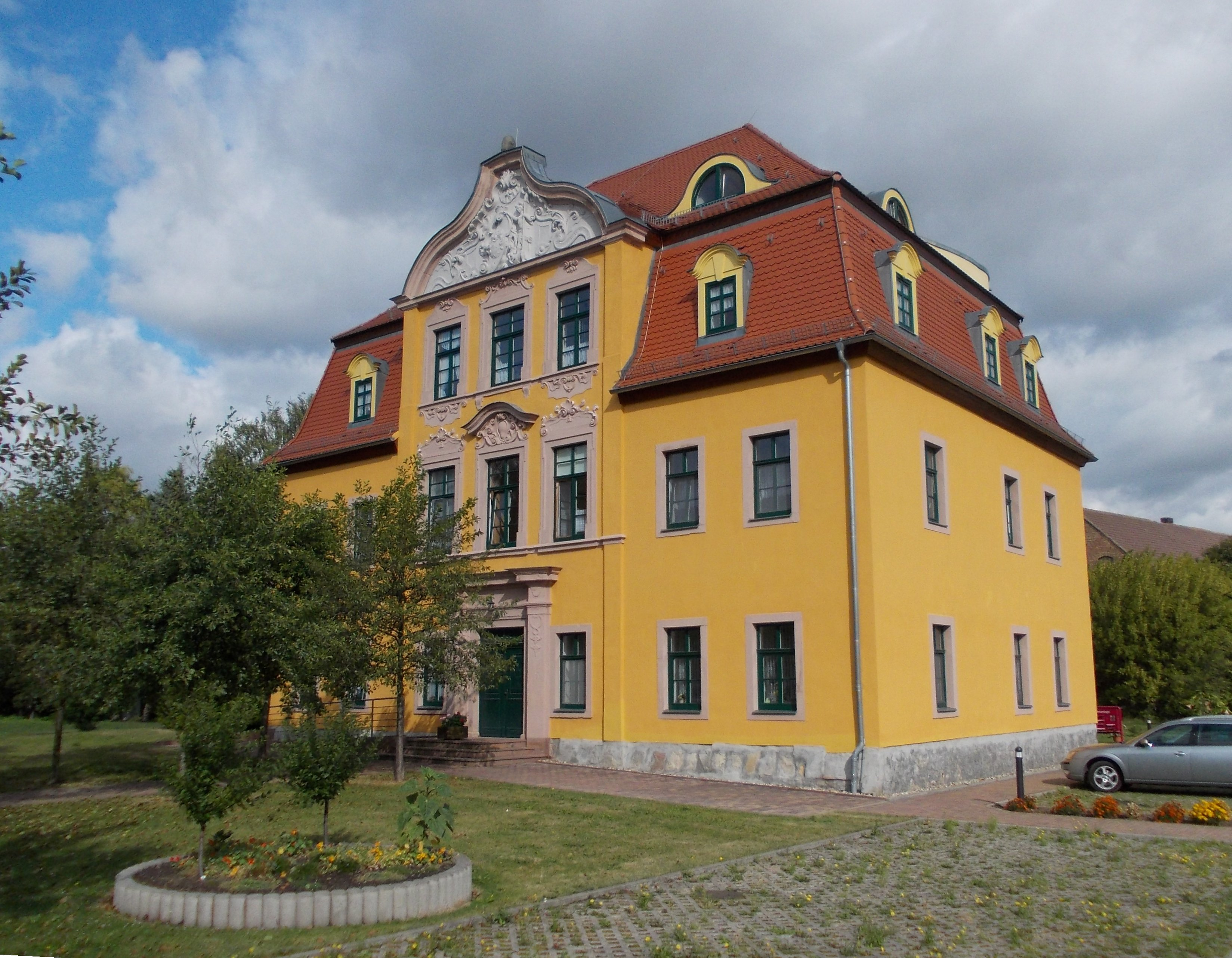
Das um 1730 erbaute und 2002 sanierte Gutshaus

Wappen der Ritter von Kötschau

Das Rittergut Schafstädt ist ein ehemaliger Gutshof am Markt 14 in Schafstädt, heute Ortsteil von Bad Lauchstädt im Saalekreis. Das schlossartige barocke Gutshaus steht unter Denkmalschutz.

## Geschichte
1302 tauchte in Urkunden erstmals ein Ritter Siegfried von Schafstädt auf. 1448 belehnte der Merseburger Bischof Johannes von Bose († 1463) einen Ritter von Kötschau mit dem Gut Schafstädt, das dieser bereits seit 1430 bewirtschaftete. Schafstädt wurde der neue Stammsitz der Familie, die in den folgenden Jahren weiteren Besitz in Körbisdorf, Langeneichstädt, Dölkau, Oberschmon, Ilmersdorf, Piskaborn und Solgüter zu Groß Salze erwarb. Die Familie von Kötschau besaß das Gut noch 1718.
1730 war der merseburgischen Ratsherr Johann Seifert Eigentümer des Gutes. Er ließ offenbar auch das erhaltene repräsentative Wohnhaus errichten. Danach kam das Gut an die Herren von Lohs, die es 1756 an die Herren von Funk weiterveräußerten.
Über mehrere Generationen führte dann die ortsansässige Familie Weidlich den Grundbesitz. Sie werden als Erbbesitzer des Ritter- und Sattelhofes, auch des Unteren Hofes, geführt. Die Stammreihe beginnt mit Hans We(i)dlich, Oberkirchenvater zu Schafstädt. Christoph Weidlich (1673–1761) ist Bürgermeister und nennt sich Erb- und Lehnsherr des Rittergut-Unterhofes. Carl Hermann Weidlich (1807–1888) ist einige Jahre Vertreter der Kreise Querfurt und Merseburg im Preußischen Abgeordnetenhaus. Der Politiker war mit der Rittergutsbesitzerstochter Clara Luise Bach verheiratet, ihr ältester Sohn Georg Weidlich agierte als Pächter der elterlichen Besitzung. Erbe von Schafstädt wurde der zweite Sohn Otto Weidlich, dem mehreren Rittergüter gehörten sowie eine Zuckerfabrik in Alt-Querfurt. Er war zudem Jurist und Landrat, die anderen Weidlichs wählten zumeist eine militärische Laufbahn, die Töchter und Cousinen heirateten Offiziere und Gutsbesitzer.
1922 hatte das Rittergut eine Größe von 375 ha. Eigentümer war inzwischen Georg Hochheim, dem zusätzlich eine Pachtung von 75 ha gehörte. Zum Gut gehörte ein mittelgroßer Landwirtschaftsbetrieb.
1945 wurde im Zuge der Bodenreform in der sowjetischen Besatzungszone das Gut von einer Landwirtschaftlichen Produktionsgenossenschaft genutzt. Nach der Wende stand der Komplex zunächst leer. 2002 wurden die Nebengebäude des Gutshofes abgebrochen und auf dem Gelände des Schlosses ein modernes Alten- und Pflegeheim untergebracht. Das Gutshaus wurde zu Wohnzwecken saniert, modernisiert und durch einen modernen Aufzugsturm erweitert.